# Huyền sử Tallinn
Huyền sử Tallinn (tiếng Estonia: Tallinna-legendid) là biệt ngữ gọi chung 12 truyền thuyết kiến thành Tallinn.

## Lịch sử
Năm 1219 được chính sử coi là khởi điểm cho việc bến thuyền Reval (tiếng Latinh: Revalia, tiếng Estonia: Revala) nhỏ bé ven biển Baltik được mở rộng thành đô thị, rồi sau đó là thủ phủ các quốc gia tiền thân Eesti ngày nay.
Tiến trình kiến tạo thành phố sản sinh cả một dòng văn nghệ phản ánh sinh hoạt và thế giới tinh thần người Tallinn. Tuy nhiên, khi điểm lại lịch sử từ thế kỷ XIII tới những năm 1920 (thời điểm Revala được đổi vĩnh viễn thành Tallinn), giới văn nghệ Eesti chọn ra 12 truyền kì phản ánh sâu sắc nhất văn hóa thành phố làm phương tiện quảng bá du lịch, đồng thời tôn vinh làm biểu tượng văn hóa tinh thần của thành phố.

## Nội dung
1. Con nai rơi (Reh-fall)
Trong thời thuộc Đan Mạch, có một hôm vua Valdemar Đệ Nhị lên đồi Toompea săn nai sừng tấm. Có một con chạy nhanh quá nên bị ngã gãy cổ. Ở vị trí ấy được đặt là thành Reh-fall, nghĩa là "con nai rơi", sau đọc trại thành Revala.
 Tư liệu liên quan tới Toompea tại Wikimedia Commons
2. Đám cưới quỷ (Kuradipulm)
 Tư liệu liên quan tới St. Catherine's Passage tại Wikimedia Commons
3. Hồ Ülemiste (Ülemiste-järv)
Gồm giai thoại gò Linda (Lindakivi) và lão Ülemiste (Ülemiste vanake).
 Tư liệu liên quan tới Lake Ülemiste tại Wikimedia Commons
4. Người quá giang Ülemiste (Ülemiste-hääletaja)
 Tư liệu liên quan tới Ülemiste tại Wikimedia Commons
5. Thánh đường Oleviste và lời nguyền trên tháp chuông (Oleviste ehitus ja kirikul lasuv needus)
 Tư liệu liên quan tới St Olaf's Church, Tallinn tại Wikimedia Commons
6. Bí mật kinh hoàng dưới tháp trinh nữ (Neitsitorni kohutav saladus)
7. Vũ điệu thời dịch hạch (Katk)
8. Ác quỷ trừng phạt (Karistus)
9. Giả kim thuật sĩ (Alkeemik)
10. Giếng vĩnh biệt (Näkineid)
11. Vụ hành quyết Johann von Uexküll (Johann von Uexkülli hukkamine)
12. Ông già Toomas (Vana Toomas)
 Tư liệu liên quan tới Vana Toomas tại Wikimedia Commons